# Děpoltovice
Děpoltovice – wieś i gmina w Czechach, w powiecie Karlowe Wary, w kraju karlowarskim. Według danych z dnia 1 stycznia 2013 liczyła 329 mieszkańców.